# Technische Universität Malaysia

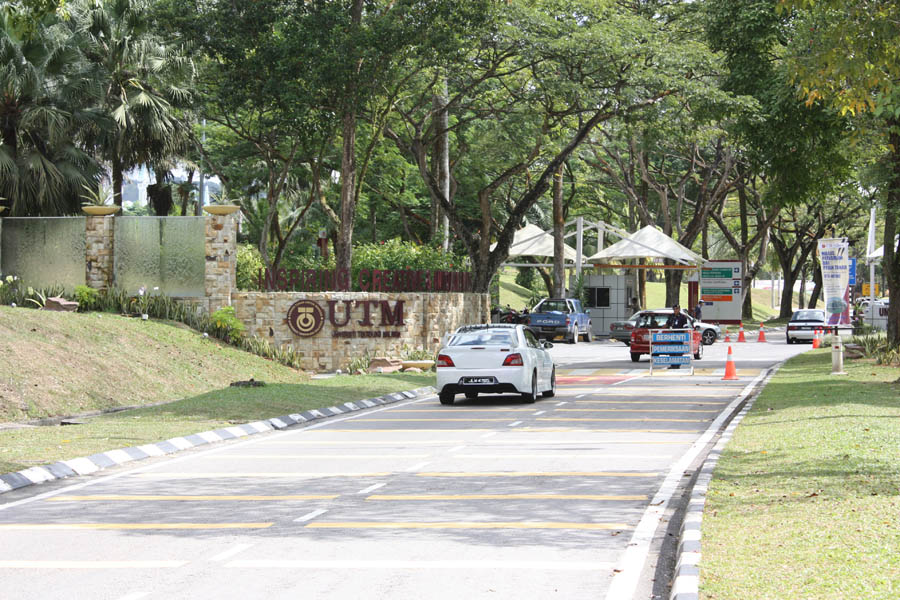
Haupteingang

Die Universiti Teknologi Malaysia (UTM) (engl. Technological University of Malaysia) in Johor Bahru, Bundesstaat Johor ist die älteste staatliche Technische Universität in Malaysia. Sie wurde 1904 als Technical School gegründet und ist heute eine Research University mit über 20.000 Studenten. Das Motto der Universität lautet Kerana Tuhan Untuk Manusia (Für Gott zu den Menschen).

## Geschichte
Die Vorgängerinstitution wurde 1904 als technische Schule gegründet, um technische Assistenten für den öffentlichen Dienst in Malaysia auszubilden. Die Studenten besuchten die angebotenen Kurse in Teilzeit, nach ihrer Arbeit. 1941 wurde von dem Advisory Committee of Technical Schools and the Education vorgeschlagen, die Schule in eine technische Hochschule (Technical College) umzuwandeln. Die Planungen für diese Hochschule mussten aber aufgrund der japanischen Besetzung im Zweiten Weltkrieg verschoben werden. Nach dem Krieg wurde die Schule 1946 wiedereröffnet und 1955 auf einem neugebauten Campus in eine Technische Hochschule umgewandelt. In den ersten Jahren wurden keine akademischen Grade, sondern nur Diplome in Maschinenbau, Elektrotechnik, Bauingenieurwesen, Vermessungswesen und Architektur vergeben. Im Jahr 1958 studierten ca. 320 Studenten an der Hochschule und 1960 die ersten akademischen Grade vergeben. Aufgrund der schnell wachsenden Wirtschaft in Malaysia wurde geplant, die Hochschule in eine Universität umzuwandeln. 1972 wurde deshalb die Hochschule in Institut Teknologi Kebangsaan (ITK) umbenannt und erhielt den Universitätsstatus. Diese erhielt 1975 ihren heutigen Namen. In den nachfolgenden Jahren erfolgte eine Expansion der Fakultäten und in den 1990er Jahren wurden die ersten nichttechnischen Fakultäten gegründet.

## Organisation
Die höchste Instanz ist das Board of Directors, welches die grundsätzliche Ausrichtung der Hochschule festlegt. Der Chancellor ist ein Ehrenamt und wird durch eine bekannte Persönlichkeit besetzt, während das hauptamtliche Management der Universität durch den Vice-Chancellor geleitet wird.
Die Universität besteht aus folgenden Fakultäten:
- Faculty of Built Environment (FAB)
- Faculty of Chemical and Natural Resource Engineering (FKKKSA)
- Faculty of Civil Engineering (FKA)
- Faculty of Computer Science and Information System (FSKSM)
- Faculty of Education (FP)
- Faculty of Electrical Engineering (FKE)
- Faculty of Geoinformation Science And Engineering (FKSG)
- Faculty of Management and Human Resource Development (FPPSM)
- Faculty of Mechanical Engineering (FKM)
- Faculty of Science (FS)
- Faculty of Biomedical Engineering and Health Science (FKBSK)
- Faculty of Islamic Civilization (FTI)
- Faculty of Biosciences and Bioengineering(FBB)
- College of Science and Technology (KST)
- School of Graduate Studies (SPS)
- International Business School (IBS)
- Business Advances Technology Centre (BATC)
- Centre for Advanced Software Engineering (CASE)
- School of Professional and Continuing Education (SPACE)
- Joint Programmes Management Unit (UPPK)